# Alexandre Guerassimov
Pour les articles homonymes, voir Guerassimov.
 (16 octobre 2017).
Le contenu est difficilement compréhensible vu les erreurs de traduction, qui sont peut-être dues à l'utilisation d'un logiciel de traduction automatique.

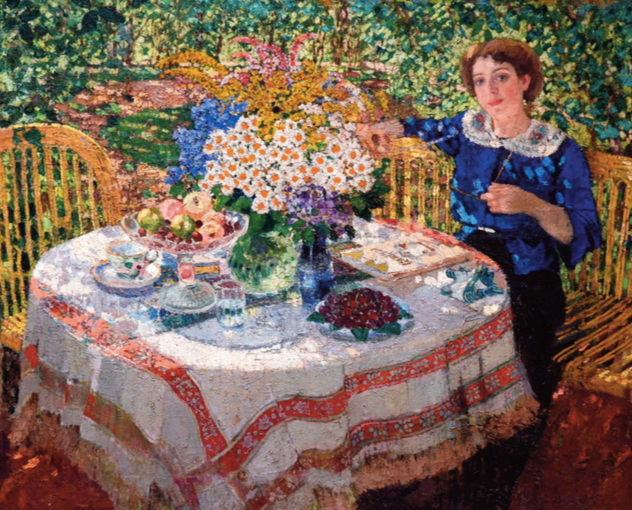
Portrait de Nadezha Gilyarovskaya (1912, Musée de Mitchourinsk)

Alexandre Mikhaïlovitch Guerassimov (en russe : Александр Михайлович Герасимов) est un peintre russe né le 12 août 1881 à Mitchourinsk, dans le Gouvernement de Tambov, et mort le 23 juillet 1963 à Moscou.

## Biographie
Alexandre Guerassimov est le fils d'un marchand de bétail. Entre 1913 et 1915, il est l'élève de Constantin Korovine, d'Abram Arkhipov et de Valentin Serov à l'École de peinture, de sculpture et d'architecture de Moscou. Il est mobilisé sur le front de la Première Guerre mondiale en 1917 et effectue son service dans une voiture-ambulance. Démobilisé, il vit et travaille à Kozlov entre 1918 et 1925.
À partir de 1925, il devient membre de l'Association des artistes de la Russie révolutionnaire. Ses tableaux de cette période représentent les principaux épisodes de la Révolution d'octobre, les plus connus étant Lénine à la tribune (1930) et Après la pluie (1935).
Entre 1947 et 1957, Guerassimov est le chef de l'Union des artistes de l'URSS et de l'Académie des Beaux-Arts d’Union soviétique. Il devient l'un des principaux promoteurs du réalisme socialiste dans l'art. Il se fera surtout remarquer par ses portraits de cet âge plus tardif, ayant peint plusieurs fois Joseph Staline (dont il était le peintre favori) et d'autres dirigeants soviétiques.
« Les tableaux de Guerassimov n'étaient pas destinés à la vente mais à être imprimés dans la tête des gens, jouant le même rôle que la télévision aujourd'hui. Ils avaient une fonction iconique » note Alexei Chichkine, commissaire d'une exposition sur l'artiste en 2016.
Il remporta quatre Prix Staline, parmi eux le Prix Staline du premier degré en 1941 pour Staline et Vorochilov au Kremlin (1938), en 1943 pour Hymne d'octobre (1942) et en 1946 pour Portrait de groupe des artistes les plus âgés (1944). Chaque prix est doté de 100 000 roubles, cent fois le revenu d'un citoyen soviétique.
Après la mort de Staline, il connaît la déchéance et l'oubli, Nikita Khrouchtchev ayant violemment critiqué le culte de la personnalité, dont Guerassimov était l'un des contributeurs. En 2016, deux expositions organisées à Moscou signent un retour en grâce du peintre. Certaines toiles, après avoir été prisées par des marchands d’art occidentaux au début des années 1990, se vendent jusqu'à 650 000 dollars.
Mort à Moscou, il est enterré au cimetière de Novodevitchi.

## Récompenses
- Ordre de Lénine
- Ordre du Drapeau rouge du Travail en 1961
- Prix Staline en 1941, pour le tableau Staline et Vorochilov au Kremlin ; en 1943, pour le tableau L'Hymne à l'Octobre ; en 1946, pour le portrait de groupe d'artistes soviétiques - Ivan Pavlov, Vassili Bakcheïev, Vitold Bialynitski-Biroulia et Vassili Mechkov, et en 1949, pour le tableau Iossif Staline près du cercueil d'Andreï Jdanov.

## Œuvres
- 1935 : Après la pluie. Huile sur toile. 78 × 85 cm. Galerie Tretiakov à Moscou
- 1939 : Portrait de la ballerine Olga Lepechinskaïa. Huile sur toile. Galerie Tretiakov